# 데이비드 윌콕스
데이비드 윌콕스 경(영어: Sir David Valentine Willcocks, CBE, 1919년 12월 30일 ~ 2015년 9월 17일)은 영국의 합창 지휘자이자 오르간 연주자, 작곡가이다.
1957년부터 1974년까지 케임브리지 대학교 킹스 칼리지 합창단의 지휘자를 지내며 이름을 알렸으며, 이외에 런던 교향악단, 필하모니아 오케스트라, 영국 실내 관현악단, 세인트 마틴 인더 필즈 아카데미 실내 관현악단 등과의 녹음들을 남겼다.

## 서훈
- 1971년 대영 제국 훈장 3등급(CBE) 수훈[1]
- 1977년 기사작위(Knight Bachelor) 서임[2]